# LAPD Metropolitan Division
La LAPD Metropolitan Division chiamata anche Metro Division o semplicemente Metro, è una divisione élite del Dipartimento di Polizia di Los Angeles (LAPD).
La Metro Division è a capo delle unità speciali della LAPD come l'unità cinofila (K-9), la polizia montata e la SWAT. Si occupa della risoluzione di crimini gravi, servizi di perquisizione, protezione di VIP, antiterrorismo, antisommossa e negoziazione in situazioni di emergenza.

## Organizzazione
Ci sono due plotoni operativi (B e C) e tre plotoni specializzati (D, E, K9) oltre a due plotoni amministrativi e di comando (H e M).
Il plotone M si occupa delle funzioni amministrative e di supporto. I plotoni B e C sono i principali team di risposta tattica.
Il plotone D, chiamato anche Metro SWAT, risponde a situazioni di emergenza, spesso con coinvolgimento di molteplici ostaggi.
Il plotone E sono le unità a cavallo, il plotone K-9 è l'unità cinofila e il plotone H è il quartiere generale.